# Île de Chante-Dur
L'île de Chante-Dur est une île fluviale du Bès, située sur la commune de Fridefont.

## Histoire
Des goélands y ont été observés en 2000 sans preuve de nidification. 